# Carmela (film)
Carmela è un film italiano del 1942 diretto da Flavio Calzavara, tratto dal racconto Vita militare di Edmondo De Amicis.

## Trama
1893, su un'isola del Canale di Sicilia. La giovane Carmela impazzisce dopo che l'uomo da lei amato, un ufficiale di guarnigione sull'isola, è partito senza darle più notizie di sé. All'arrivo del nuovo ufficiale, Carmela crede di riconoscere colui che ha causato le sue pene d'amore: l'uomo asseconda l'illusione della ragazza, ma poi se ne innamora davvero e favorisce in questo modo la sua guarigione.